# Serrana do Sertão Alagoano (tiểu vùng)
Serrana do Sertão Alagoano là một tiểu vùng thuộc bang Alagoas, Brasil. Tiều vùng này có diện tích 2570 km², dân số năm 2007 là 87712 người.